# Saint-Denis-de-l'Hôtel
Saint-Denis-de-l'Hôtel é uma comuna francesa na região administrativa do Centro, no departamento Loiret. Estende-se por uma área de 25,48 km². Em 2010 a comuna tinha 3 073 habitantes (densidade: 120,6 hab./km²).